# 모르간저빌쥐
모르간저빌쥐 또는 동부파타고니아저빌쥐(Eligmodontia morgani)는 비단털쥐과에 속하는 설치류이다. 종소명과 일반명은 종을 처음 동정했던 탐사 후원자 중 한 명 모르간(J. P. Morgan)의 이름에서 유래했다.

## 특징
모르간저빌쥐는 쥐를 닮은 가는 설치류로 큰 귀와 가늘고 긴 뒷발을 갖고 있다. 꼬리 길이 8cm를 포함하여 성체의 전체 몸길이는 15~20cm이고, 몸무게는 10~31g이다. 암컷이 수컷보다 약간 크다. 털은 가늘고 부드러우며 상체는 둔탁한 갈색빛 회색을 띠고, 배 쪽은 순백색이다. 뚜렷한 노란색 선 털이 옆구리를 따라 이어지며 흰 털과 갈색 털을 구분한다. 꼬리는 털이 많고 꼬리 아랫면보다 윗면이 더 짙은 색을 띤다. 대부분의 저빌쥐속 종과 달리 뒷발은 발바닥에 두꺼운 털이 덮여 있다.

## 분포 및 서식지
모르간저빌쥐는 멘도사주 남부와 네우켄주, 리오네그로 주 지역부터 남쪽의 마젤란 해협까지 아르헨티나 남부 지역에서 발견된다. 칠레 마가야네스 현과 티에라델푸에고 현에서도 발견된다. 분포 지역 해수면과 해발 280m 사이의 앞이 트인 모래 초원 지역 스텝 지대에서 가장 흔하게 서식한다. 알려져 있는 아종은 없다.

## 생태 및 습성
모르간저빌쥐는 주로 초식동물로 매자나무속과 아캐나속, 구기자나무속 식물과 같은 관목의 씨앗을 먹으며, 일부 곤충을 먹을 수도 있다. 야행성 동물이며, 풀 덤불 아래에 구멍을 뚫어 둥지를 만들지만 둥지에 먹이를 저장하지는 않는다. 올빼미와 다른 포식자에 자주 잡아 먹히며, 일부는 달리거나 도약을 하고 지그재그로 도망쳐 공격을 피하는 것으로 알려져 있다. 번식기는 10월부터 4월까지 지속되지만 더 남쪽과 추운 곳에서는 더 짧다. 생후 6~8주 후에는 성적으로 성숙해지며 한 번에 3~9마리의 새끼를 낳는다. 수명은 9개월을 넘지 않는다.